# Maison de Radomir Ćirković
La maison de Radomir Ćirković (en serbe cyrillique : Кућа Радомира Ћирковића ; en serbe latin : Kuća Radomira Ćirkovića) est située à Belgrade, la capitale de la Serbie, dans la municipalité urbaine de Čukarica. Construite en 1935, elle est inscrite sur la liste des biens culturels de la Ville de Belgrade.

## Présentation
La maison, située 1 rue Turgenjevljeva, a été construite en 1935 pour servir de résidence familiale du docteur Radomir Ćirković. Des membres du parti communiste ont également vécu dans cette maison, comme Lazar Kočović et Petruša Kočović-Zorić. À partir de 1936, la maison servit aussi de lieu de réunion du Parti communiste de Yougoslavie.